# 帕米尔发草
帕米尔发草（学名：Deschampsia pamirica）为禾本科发草属下的一个种。其种加词“pamirica”意为“帕米尔的”。分布于帕米尔东部及西部。产新疆天山。生于海拔1800-3100米的高山草地、沼泽地及潮湿处。模式标本采自帕米尔。
现接受名为发草帕米尔亚种（Deschampsia cespitosa subsp. pamirica (Roshev.) Tzvelev, 1976）。